# ТЕЦ Кавагое
ТЕЦ „Кавагое“ (на японски: 川越火力発電所) е голяма електрическа централа, захранвана с природен газ, в Кавагое, Мие, Япония. Централата работи с капацитет от 4802 MW, което я прави най-голямата от вида си.